# Kvenobani (Gulripshi)
Kvenobani (en georgiano: ქვენობანი) o Bagada (en abjasio: Багада) es una aldea que pertenece a la parcialmente reconocida República de Abjasia, parte del distrito de Gulripshi, aunque de iure pertenece al municipio de Gulripshi de la República Autónoma de Abjasia de Georgia.

## Toponimia
Hasta el 3 de septiembre de 1948, el nombre de la aldea era Kvemo Bebutovka (en georgiano: ქვემო ბებუთოვკა).

## Geografía
Kvenobani se encuentra en las estribaciones de los montes de Abjasia, en la orilla izquierda del río Kodori. La aldea se encuentra a 44 km de Gulripshi y se administra desde el pueblo de Lata.

## Historia
La aldea fue fundada en 1897 por armenios de los pueblos alrededor de Trebisonda y Samsun.

## Demografía
La evolución demográfica de Kvenobani entre 1959 y 1989 fue la siguiente:
| 103                                                 | 110 |
| (Fuente: Population of Abkhazia since Soviet times) |     |

Antes de la guerra de Abjasia, la mayoría de la población local eran armenios.

## Economía
Los habitantes se dedican al cultivo de maíz, tabaco, horticultura, ganadería y apicultura. 

## Infraestructura

### Educación
El pueblo tenía una escuela armenia de ocho años. 